# Elisa Springer
Elisa Springer (Vienna, 12 febbraio 1918 – Matera, 19 settembre 2004) è stata una scrittrice e superstite dell'Olocausto austriaca naturalizzata italiana, autrice di memorie sulla sua esperienza di deportata al campo di concentramento di Auschwitz e testimone della Shoah italiana.

## Biografia
Elisa (detta Lizzi) Springer nasce a Vienna in una famiglia ebrea di origine ungherese, figlia unica di Riccardo Springer e Sidonia Bauer. Elisa trascorse l'infanzia e l'adolescenza in una fervente Vienna ricca di stimoli culturali e artistici. Dopo l'arresto del padre, commerciante, della madre e di gran parte della sua grande famiglia, in conseguenza alle violente persecuzioni verso gli ebrei seguite all'annessione dell'Austria nel 1938, si rifugiò a Milano nel 1940. Qui intraprende l'attività di traduttrice privata. Tradita da una donna, spia fascista, viene arrestata nel 1944. Detenuta al carcere di Milano, il 2 agosto 1944 viene deportata via Verona nel campo di concentramento di Auschwitz dove arriva quattro giorni dopo. Immatricolata con il n. A-24020, riesce a sopravvivere alle terribili condizioni di vita a Auschwitz e in altri campi di concentramento. A Bergen-Belsen conobbe personalmente Anna Frank. Trasferita infine a Theresienstadt, viene qui liberata il 5 maggio 1945.
Nel 1946 si trasferì definitivamente in Italia e trascorse il resto della vita a Manduria in provincia di Taranto con il marito Guglielmo Sammarco, dove è stata anche sepolta dopo la sua morte. Celata per lunghi anni la sua esperienza di deportazione, solo negli ultimi anni di vita, a memoria della sua sofferenza e degli orrori del nazifascismo nei confronti degli ebrei, scrisse un'autobiografia, Il silenzio dei vivi, edita da Marsilio editore (Venezia, 1997) grazie all'aiuto dell'unico figlio Silvio.
Nel maggio del 1999 furono eseguiti in anteprima mondiale al Teatro Politeama Greco di Lecce due valzer di Elkan Bauer (1852-1942) nonno materno di Elisa, ucciso all'età di novant'anni nel campo di concentramento di Theresienstadt. Le partiture di "Diana walzer" ed "Aeroplan walzer" scampate alla notte dei cristalli di Vienna furono affidate al direttore d'orchestra Realino Mazzotta che le revisionò e diresse.
Degli ultimi anni dell'esistenza di Elisa vissuti in Puglia si ricordano l'impegno, il coraggio e la determinazione nell'inculcare ai giovanissimi l'etica della pace e l'esaltazione della uguaglianza tra i popoli e le religioni. Il 21 febbraio 2001 visitò l'ex campo di concentramento Casa Rossa di Alberobello, opponendosi al tentativo di distruggere la memoria del luogo. L'impegno di Elisa è culminato nella pubblicazione, un anno prima della morte, del suo secondo libro, L'eco del silenzio. La Shoah raccontata ai giovani. Il 10 dicembre 2002 le è stata conferita la cittadinanza onoraria di Matera.
In suo onore e per volontà sua è stata istituita a Matera la Fondazione Elisa Springer A-24020 che ha raccolto il suo archivio personale, e il Premio internazionale Elisa Springer, assegnato nella sua prima edizione al sindaco di Roma Walter Veltroni.
La sua testimonianza è riportata anche nel documentario Memoria (1997) di Ruggero Gabbai, dove insieme ad altri sopravvissuti all'olocausto racconta la sua terribile esperienza ad Auschwitz, nonché nella ricerca condotta tra il 1995 e il 2008 da Marcello Pezzetti per conto del Centro di documentazione ebraica contemporanea che ha portato alla pubblicazione nel 2009 di un volume con le testimonianze di quasi tutti i superstiti italiani dai campi di concentramento allora ancora viventi.

Nel 2006 il gruppo rock pugliese C.F.F. e il Nomade Venerabile omaggia la sua memoria con la canzone "Birkenau", contenuta nell'album Circostanze.

## Opere
- Il silenzio dei vivi, Marsilio Editore, 1997, ISBN 978-88-317-6602-9.

In varie occasioni ella affermò di aver continuato a vivere ad Auschwitz per quasi cinquant'anni, portando dentro di sé il peso di ciò che aveva subito, senza poterlo rivelare agli altri per la terribile paura di non essere capita o peggio, di non essere creduta. Questo libro, nelle intenzioni dell'autrice, è anche una liberazione da questo peso e una cosciente testimonianza. Nell'incipit del libro Elisa Springer afferma:
- L'eco del silenzio. La Shoah raccontata ai giovani, Marsilio Editore, 2003, ISBN 978-88-317-8178-7.